# Partit Popular de Melilla
El Partit Popular de Melilla (castellà: Partido Popular de Melilla, PP) és la secció autonòmica del Partit Popular d'Espanya (PP) a Melilla. Es va formar l'any 1989 a partir de la refundació de l'Alianza Popular.